# Lloyd Casner
Lloyd "Lucky" Perry Casner, né le 30 août 1928 à New York et mort le 10 avril 1965 au circuit du Mans (dans la commune de Mulsanne), était un pilote automobile américain sur circuits à bord de voitures de sport, Grand Tourisme.

## Biographie
Il commença sa carrière en 1956, lors du Trophée de Nassau (du Bahamas Speed Week), et obtint sa première victoire la saison suivante sur le circuit de Gainesville avec une Alfa Romeo Giulietta.
Il créa le team CAMORADI (pour CAsner MOtor RAcing DIvision) en 1959 en vue de faire courir la Maserati dite « Birdcage » lors des 24 heures du Mans 1960. Après l'obtention de podiums en SCCA Regional Sports Cars (à Courtland, Boca Raton et à New Smyrna Beach) entre 1957 et 1958, il conduisit une Ferrari 250 TR l'année suivante (13e aux 12 Heures de Sebring et 7e aux 1 000 kilomètres de Daytona), le temps de roder sa propre équipe.
Avec celle-ci et Masten Gregory pour équipier il remporta les 1 000 kilomètres du  Nürburgring en 1961, sur Maserati Tipo 61 tout comme en 1960 grâce à Stirling Moss et Dan Gurney (étant encore classé 9e de l'épreuve en 1964, avec David Hobbs). Une semaine plus tard il s'imposa également au Grand Prix de Rouen (la coupe Delamarre-Deboutville), seul cette fois avec la voiture, devant trois Ferrari 250 GT SWB.
Il participa aux 24 Heures du Mans en 1960 (avec son team et une Tipo 61 blanche à la typographie noire) et 1963 (avec Maserati France), mais dut abandonner les deux fois sur des bris mécaniques.
Alors qu'il ne courait plus qu'épisodiquement, il se tua au bout de la ligne droite des Hunaudières lors des essais préliminaires des 24 Heures du Mans 1965, sur la Tipo 151 engagée par Maserati France. Il avait déjà été victime d'un grave accident en championnat du monde des voitures de sport au volant d'une Tipo 61 lors des 4 heures de Pescara en 1961, peu après sa victoire à Rouen : la rupture d'une conduite d'huile avait provoqué de profondes brûlures aux jambes.

## Galerie d'images

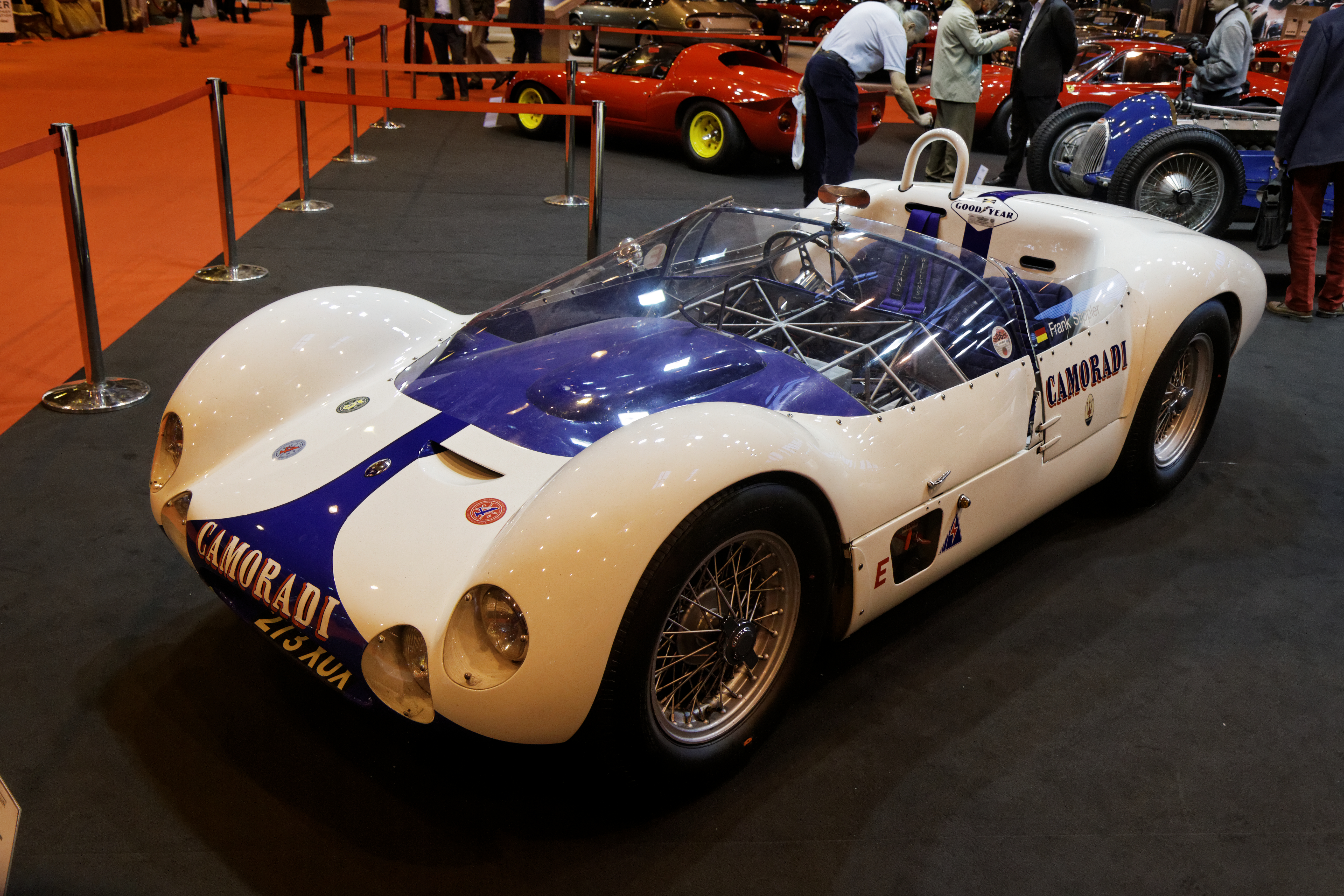
La Maserati Tipo 60-61 Streamliner "Birdcage"...
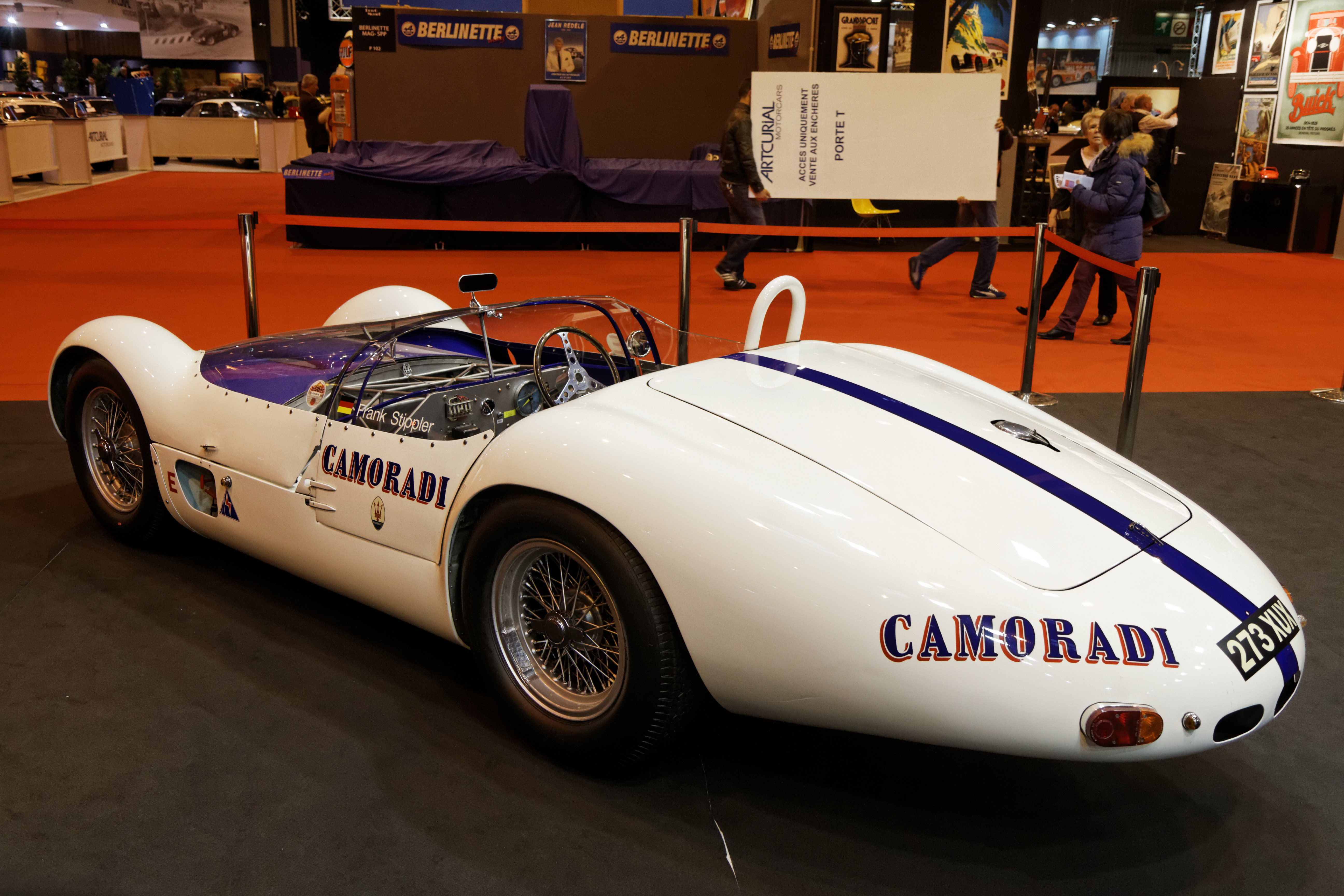
...modèle 1959 (au salon Retromobile 2014 de Paris).
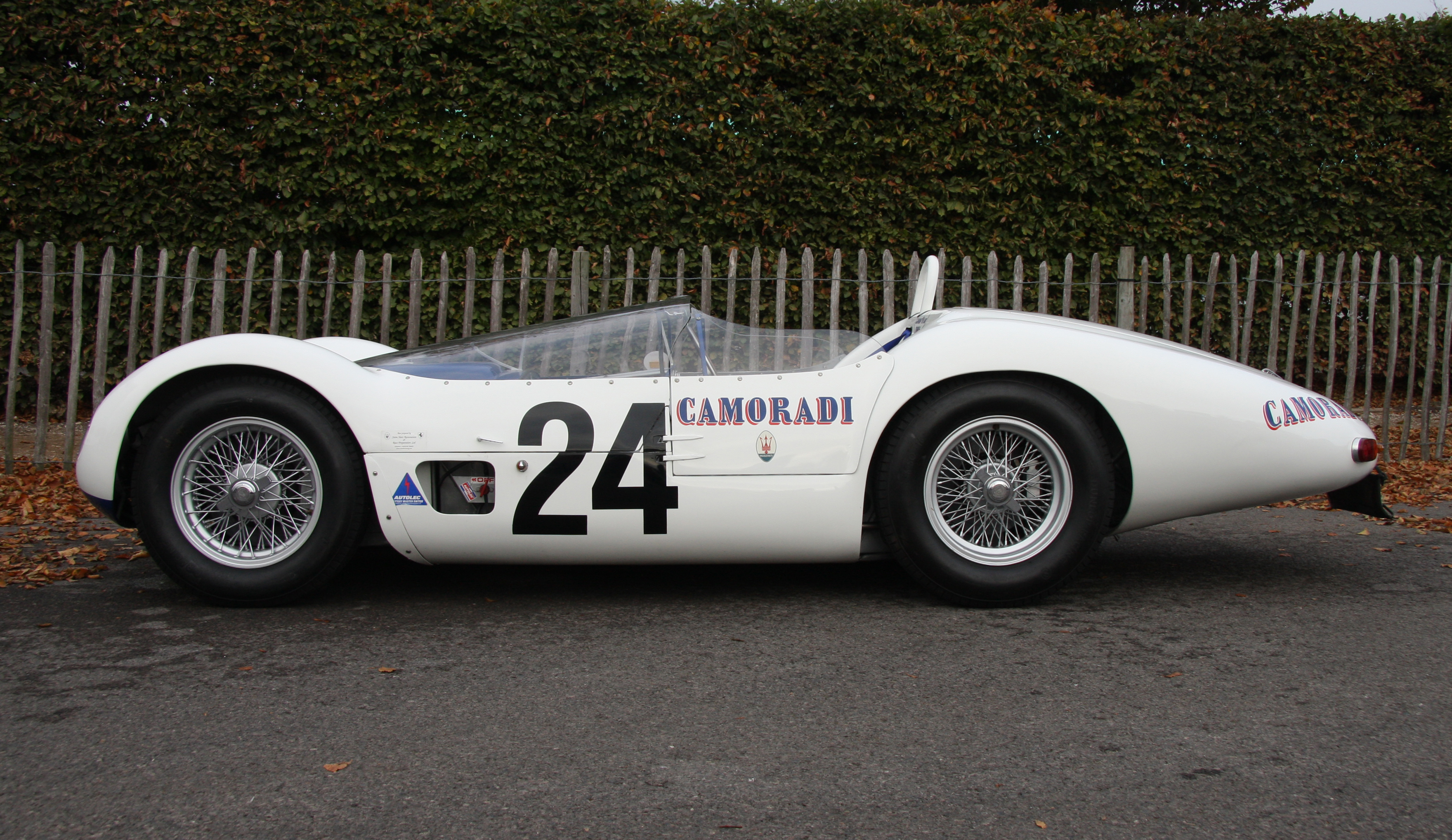
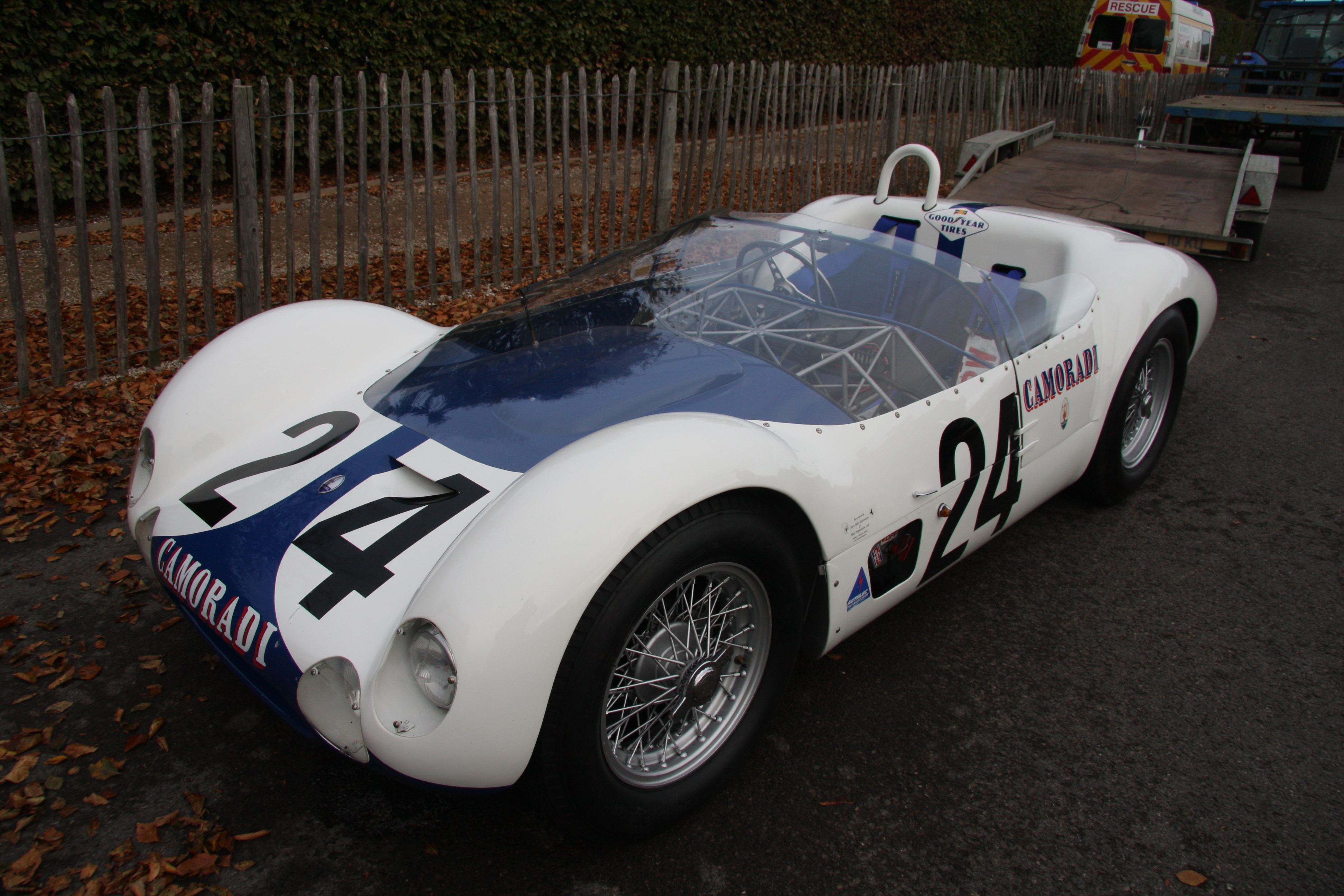
Ici avant...
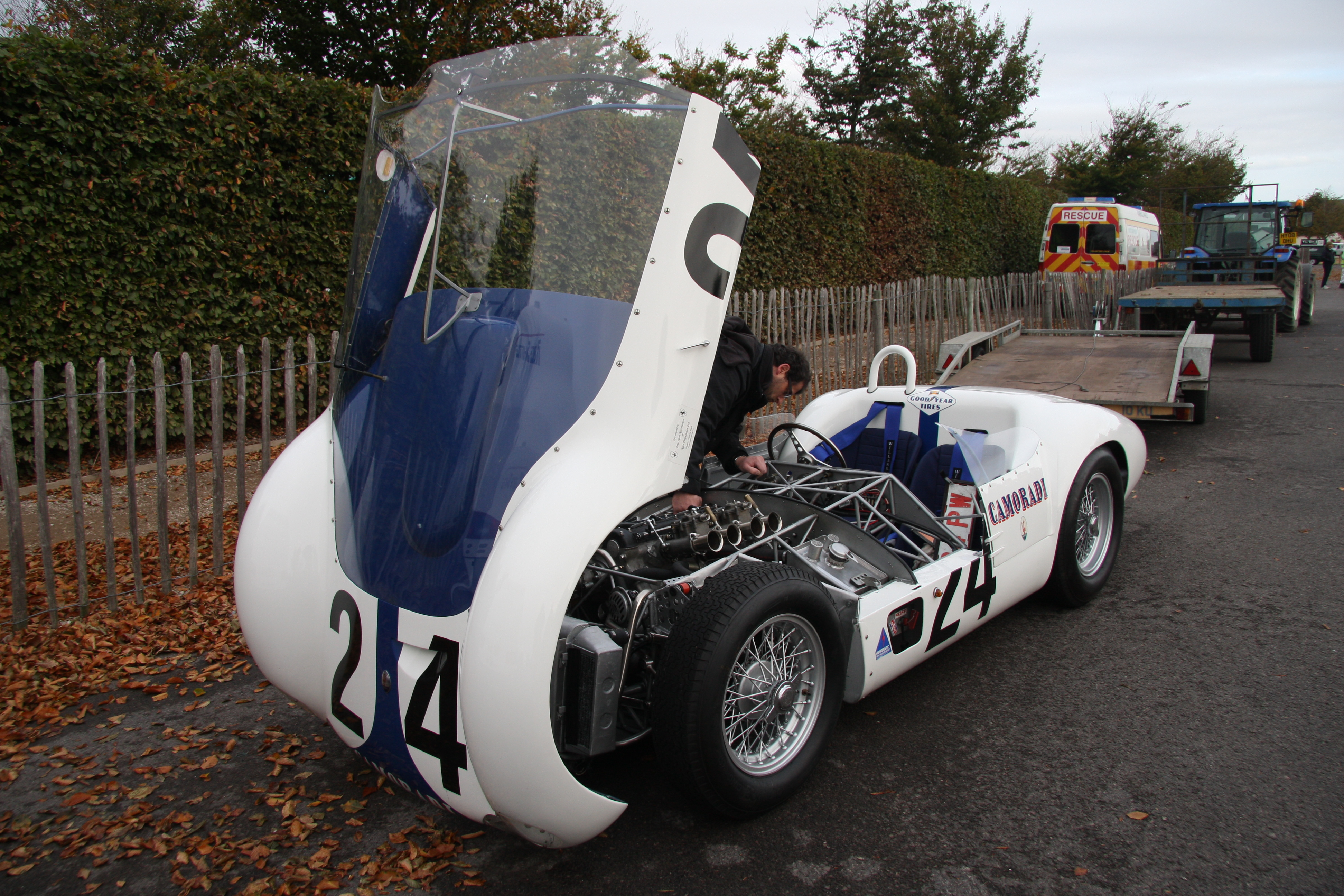
...et après ouverture.